# Fortificaciones de Königsberg

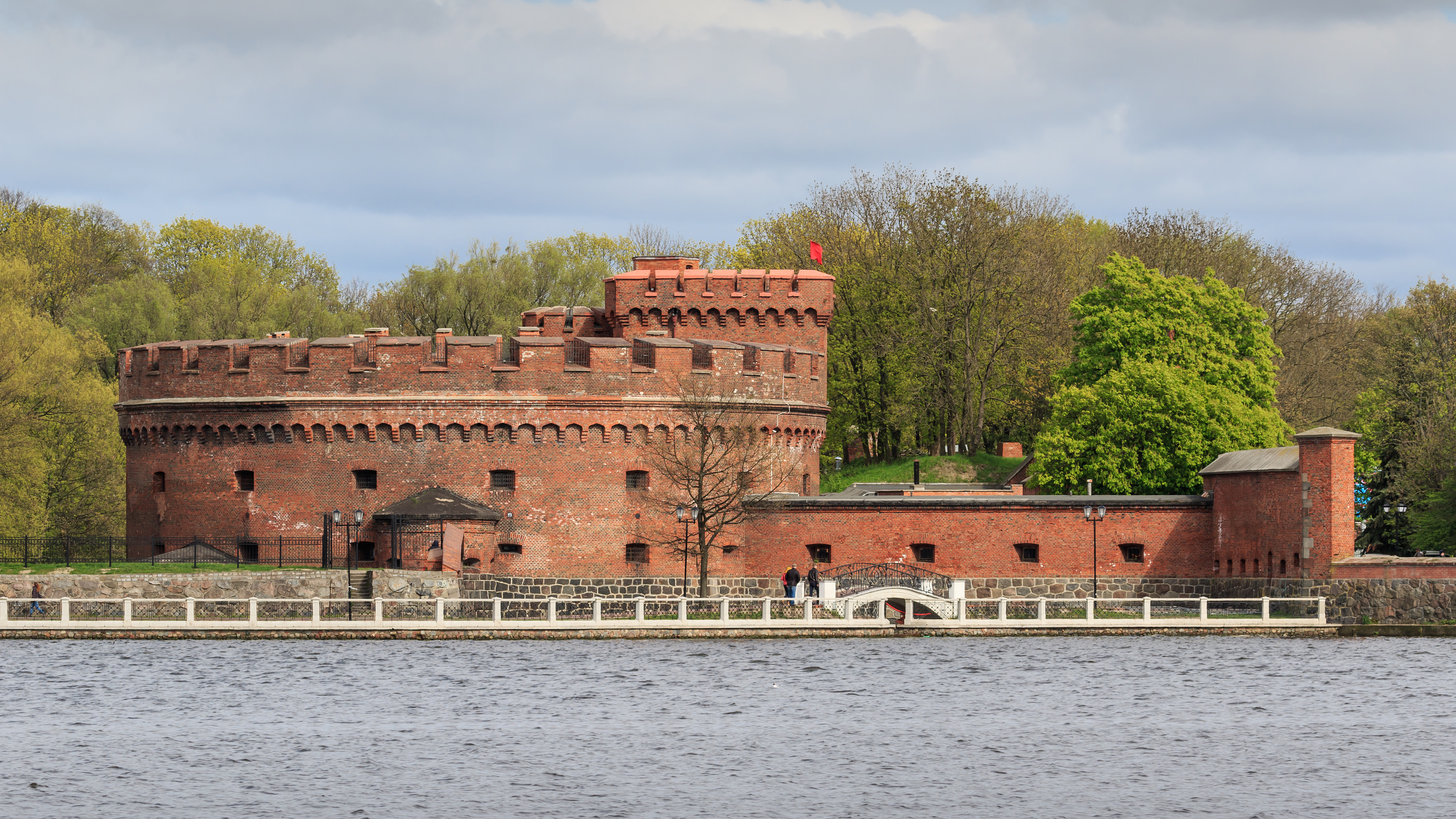
Torre Dohna, la última en rendirse luego del ataque soviético a Königsberg en 1945.

Las fortificaciones de la antigua capital de Prusia Oriental Königsberg (actualmente Kaliningrado) consisten de numerosos muros defensivos, fuertes, bastiones y otras estructuras. Forman el primer y segundo cinturón defensivo, construidos en 1626-1634 y 1843-1859, respectivamente. El primer cinturón de 15 m de espesor fue construido a causa de la vulnerabilidad de Königsberg durante las guerras polaco-suecas. El segundo cinturón fue construido en el sitio del primero ya que estaba muy dañado. El nuevo cinturón tenía doce bastiones, tres revellines, siete taludes y dos fortalezas, estaba rodeado por un foso con agua Diez puertas de ladrillo eran las entradas y pasajes a través de las líneas defensivas y estaban equipados con puentes móviles.
Las fortificaciones de Königsberg quedaron obsoletas aun antes de concluir su construcción a causa del rápido desarrollo de la artillería. Tras los reveses militares de la Alemania nazi, sin embargo, nuevamente tuvieron una importancia estratégica (especialmente durante la ofensiva de Prusia Oriental).